# Carlo Cassola: letteratura e disarmo. Intervista e testi
(Letteratura e disarmo)
Carlo Cassola: letteratura e disarmo. Intervista e testi è un saggio di Carlo Cassola, pubblicato negli Oscar Mondadori nel 1978 a cura di Domenico Tarizzo, dove emerge la nuova posizione politicamente libertaria e antimilitarista dello scrittore.

## Struttura del volume
Il volume riporta nella parte centrale l'Intervista a Carlo Cassola curata da Domenico Tarizzo e in appendice un saggio di carattere anticrociano (che era già stato pubblicato in Canto e discorso: Leopardi, Pascoli, Montale, su «Belfagor» del 31 gennaio 1977), dal titolo Il fiore della poesia nel quale Cassola vuole dimostrare come alla letteratura lirica e quindi egoistica perché proiezione di uno stato d'animo personale, si stia affiancando una letteratura sociale mossa dall'interesse e dall'amore per gli altri.
 Sempre in appendice vengono riportati una serie di articoli che trattano del disarmo nucleare dell'Italia. Il volume si conclude con la lettera di solidarietà inviata a Cassola da Luigi Compagnone.
Come commento finale, Renato Bertacchini scrive: "In condizioni entrambi di vitale dualità, l'oggetto letteratura tende a recuperare tutti gli elementi perduti nell'infanzia della vita, a contatto assiduo e seriamente profondo con la vita conosce e persuade comunque a vivere; dal canto suo l'oggetto disarmo in un mondo sempre più minacciato si prospetta e giustifica come campo d'azione che consentirà agli altri, agli antagonisti (nella specifica accezione cassoliana, cioè ai non intellettuali, alla gente comune che vive e basta, agli uomini non sdoppiati tra la vita e la riflessione) di assumere le loro estreme possibilità di sopravvivenza".

## Edizioni
- Carlo Cassola, Carlo Cassola: letteratura e disarmo. Intervista e testi, Mondadori, 1978.